# 583 Pułk Rakietowy
583 Pułk Rakietowy (ros. 583-й зенитный ракетный полк) – samodzielny związek taktyczny Sił Zbrojnych Federacji Rosyjskiej w składzie 21 Korpusu 6 Armii Zachodniego Okręgu Wojskowego.
Siedzibą sztabu i dowództwa brygady jest Oleniegorsk.